# Stenophatna libera
Stenophatna libera är en fjärilsart som beskrevs av Aurivillius 1914. Stenophatna libera ingår i släktet Stenophatna och familjen ädelspinnare. Inga underarter finns listade i Catalogue of Life.